# ウジェーヌ・ジルベール
ウジェーヌ・ジルベール（Eugene Gilbert、1889年7月19日 - 1918年5月17日）はフランスの初期のパイロットである。1912年にドゥペルドサン機でフランスパリ郊外のVillacoublayからスペインのビトリア＝ガステイス間の810kmの無着陸飛行を含む多くの都市間飛行を行った。第1次世界大戦中はエースとなったが、スイス領内に不時着、抑留される。その後脱走してフランスに戻るが、新型機のテストで死亡した。